# 米中間における軍事的衝突の潜在的可能性
米中間における軍事的衝突の潜在的可能性（べいちゅうかんにおけるぐんじてきしょうとつのせんざいてきかのうせい、英語: Potential military conflict between the United States and China）とは、アメリカと中国が、将来的に軍事衝突を起こす潜在的可能性に対する政治学的議論である。

## 概要
過去60年にわたり、アメリカの多くの人びとがアメリカと中国が衝突する可能性が大いにあると指摘し、米中間の軍事的衝突の可能性（いわゆる米中戦争）に対する議論である。米中衝突の舞台として、過去にはベトナムと朝鮮半島ないし、現在では台湾海峡が想定される。それぞれ詳細な考察が行われており、1960年代のベトナム戦争、冷戦の終結に続き、中国は軍事的優位性及び経済的存在感を増し続けている事を背景にして中国脅威論のひとつとして、米中冷戦が、なんらかのきっかけで軍事衝突に繋がるかに対する危惧があるという潜在的可能性である。現在では主にネオコンといった政治的傾向を持つ識者が主張する場合が多い。

## 過去の議論
1950年から1953年の朝鮮戦争は事実上の米中両国の初の軍事衝突であり、中国はアメリカ軍主体の国連軍による自国領土への攻撃の波及を恐れ、アメリカと中国が交戦したことで全面戦争の可能性が最も高まったが、実際には中朝国境を越えることは無く、中国は朝鮮戦争へ「人民義勇軍」の名目で参戦していた。
ベトナム戦争の間、毛沢東を初めとする中国の指導者は、アメリカのベトナムにおける戦略を大規模な核戦争の序章であると考えていた。1960年代を通して、中国海軍と中国空軍は中国領空を侵犯したアメリカ軍機と衝突した。
アメリカ軍の爆撃機が北ベトナムの6つの海軍基地を攻撃した後、1964年8月5日、周恩来と羅瑞卿は北ベトナム大統領のホー・チ・ミン、首相のファム・ヴァン・ドン、軍幹部のヴァン・ティエン・ズンと会談し、両国はアメリカの脅威に対抗するため軍事協力を行うことを約束した。その晩、中国海軍、空軍及び北京軍区の首脳が集まり、緊急ミーティングを開いた。彼らは北ベトナムでの爆撃が直ちに（アメリカとの）戦争を意味するわけではないが、（アメリカ軍の軍事的）脅威が増し広州や昆明の軍隊が警戒態勢に入る必要があるという結論に達した。1965年に調査が行われ、その年の8月24日に発売された朝日新聞は、日本人の半分以上である57%がベトナム戦争が米中戦争へエスカレートすることを恐れているという記事を掲載した。しかし、実際にはアメリカのリチャード・ニクソンと中国は対ソ利害で一致したため、1972年にニクソンが訪中し、米中国交樹立が図られた。

## 最近の予測
最近では、多くの人はアメリカと中国が台湾独立をしたときに衝突し、日本はその戦争に巻き込まれるだろうと予想している。
| 「 | アメリカが中国との暫定協定を模索している間、ワシントンD.C.と北京は台湾をめぐる戦争、わずかな兆候による確固たる原則の問題、すなわち米中戦争の結果を双方とも真剣に考えた。日本はこの戦争に巻き込まれる可能性が最も高い。もしそうなれば、アメリカは在日アメリカ軍をこの危機に利用することを考慮に入れるだろう。 | 」 |

この戦争で核兵器が使われる可能性があるため、アメリカはEUが中国に対して武器を輸出することに反対している。
スタンフォード大学教授のキム・チャンヨンは、そのようなシナリオにおいて中国が勝利を収める可能性は15%であり、アメリカが勝利を収める可能性は23%、相互確証破壊の可能性は62%であると推測している。
近年では、将来危惧される第三次世界大戦の可能性のひとつとして「米中戦争」が論じられることがある。これはブッシュ(子)政権で要職にあったネオコンのコンドリーザ・ライスやリチャード・アーミテージが論文で中国が将来的には脅威になるとした中国脅威論を記したほか、それに影響された日本の保守論壇の一部が同様の可能性を主張している。これらによれば中国が台湾を軍事的に制圧しようとする台湾侵攻作戦が米中衝突の引金になるというものである。

## 創作上の米中戦争
- トム・クランシー著、小説『ジャック・ライアン』シリーズ
  - 日米開戦 - 新潮社、1995年。
  - 合衆国崩壊 - 新潮社、1997年。
  - 大戦勃発 - 新潮社、2002年。
  - 米中開戦 - 新潮社、2012年。
- デイル・ブラウン著、伏見威蕃訳 『台湾侵攻』 二見書房、2000年。
- 吉田健二 『日本国大統領 桜坂満太郎』 極東における中国の軍事行動を黙認していたアメリカが第7艦隊を台湾海峡で壊滅させられた報復として中国本土の大陸弾頭ミサイル基地に対し先制核攻撃を行う。

## 文献案内
- Herbert S. Yee and Ian Storey (2002). China Threat: Perceptions, Myths and Reality. Routledge. ISBN 0700717382